# Museo de Santa Isabel
El Museo del Monasterio de Santa Isabel es un museo de arte sacro habilitado en la iglesia del Convento de Santa Isabel del siglo XVI en Valladolid, España.
El museo exhibe las esculturas Santa Isabel de Hungría y el pobre de Gregorio Fernández y San Francisco de Asís de Juan de Juni. Destacan también unas pinturas atribuidas a Diego Valentín Díaz. Posee además dos espacios: la capilla del jurista Francisco de Espinosa y una sala dedicada a los útiles de cocina del monasterio.